# Far de Biarra

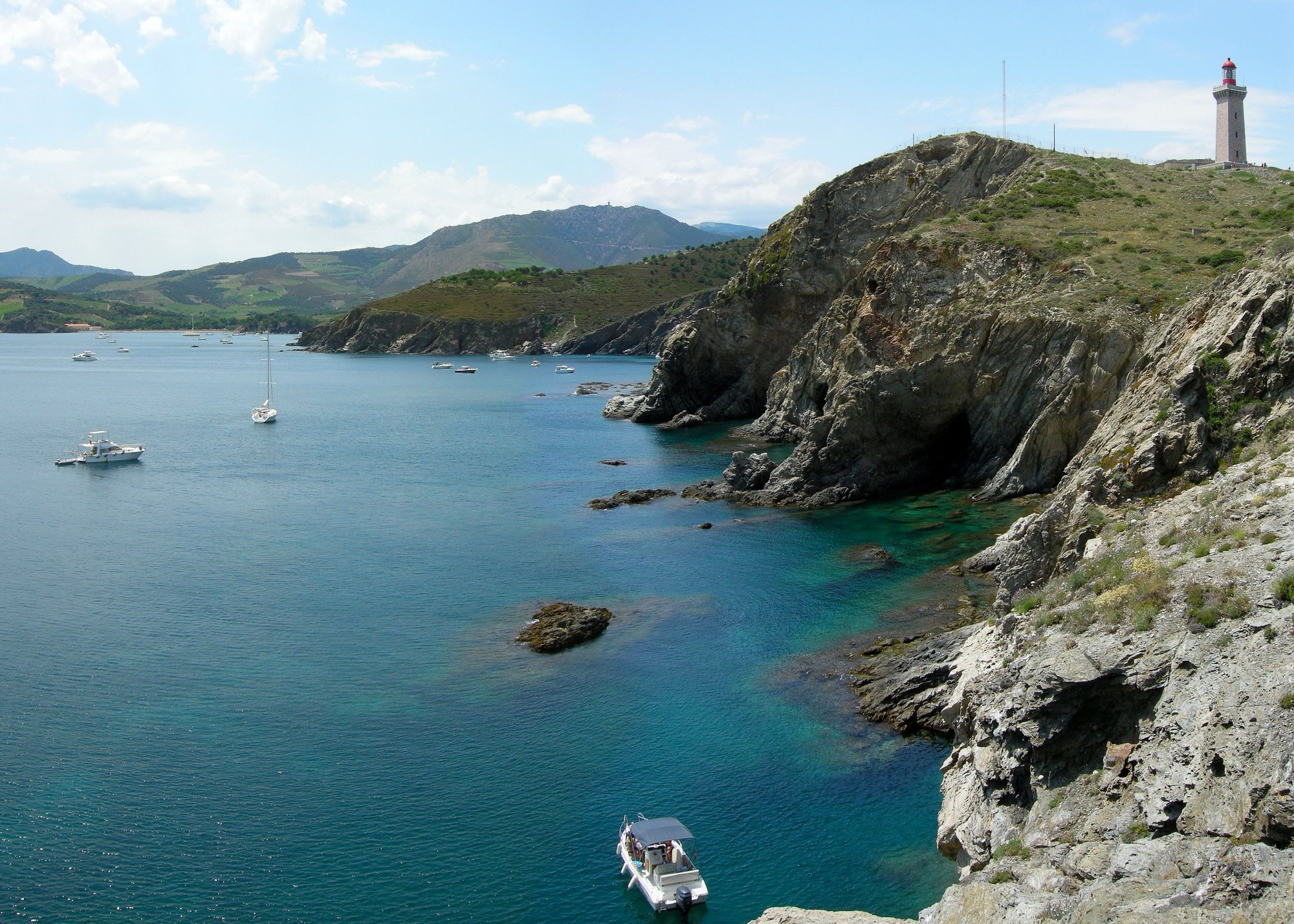
El Far del Cap de Biarra, mirant cap al sud-est.

El Far del Cap de Biarra està situat en el Cap de Biarra, del terme comunal de Portvendres, a la comarca del Rosselló (Catalunya del Nord).
Es troba a l'extrem oriental del cap del mateix nom, a l'est de la vila de Portvendres.
Prop seu hi ha diversos emplaçaments defensius, principalment de la Segona Guerra Mundial.
El 1836, el primer far fou construït. Era una petita torre cilíndrica damunt d'una base de 9 metres d'alçada, proveït d'un llum fix blanc. L'elevació era de prop de 23 metres al damunt de la mar.
El 1905 fou abandonada la primera torre del far a causa de la constant boira del lloc. Tot seguit es construí el segon far amb una alçada de 27 m en una altitud d'uns 50 metres. Així, la seva elevació assolia, doncs, els 80 m sobre el nivell de la mar; està proveït d'un llum de tres esclats blancs emesos cada 20 segons.

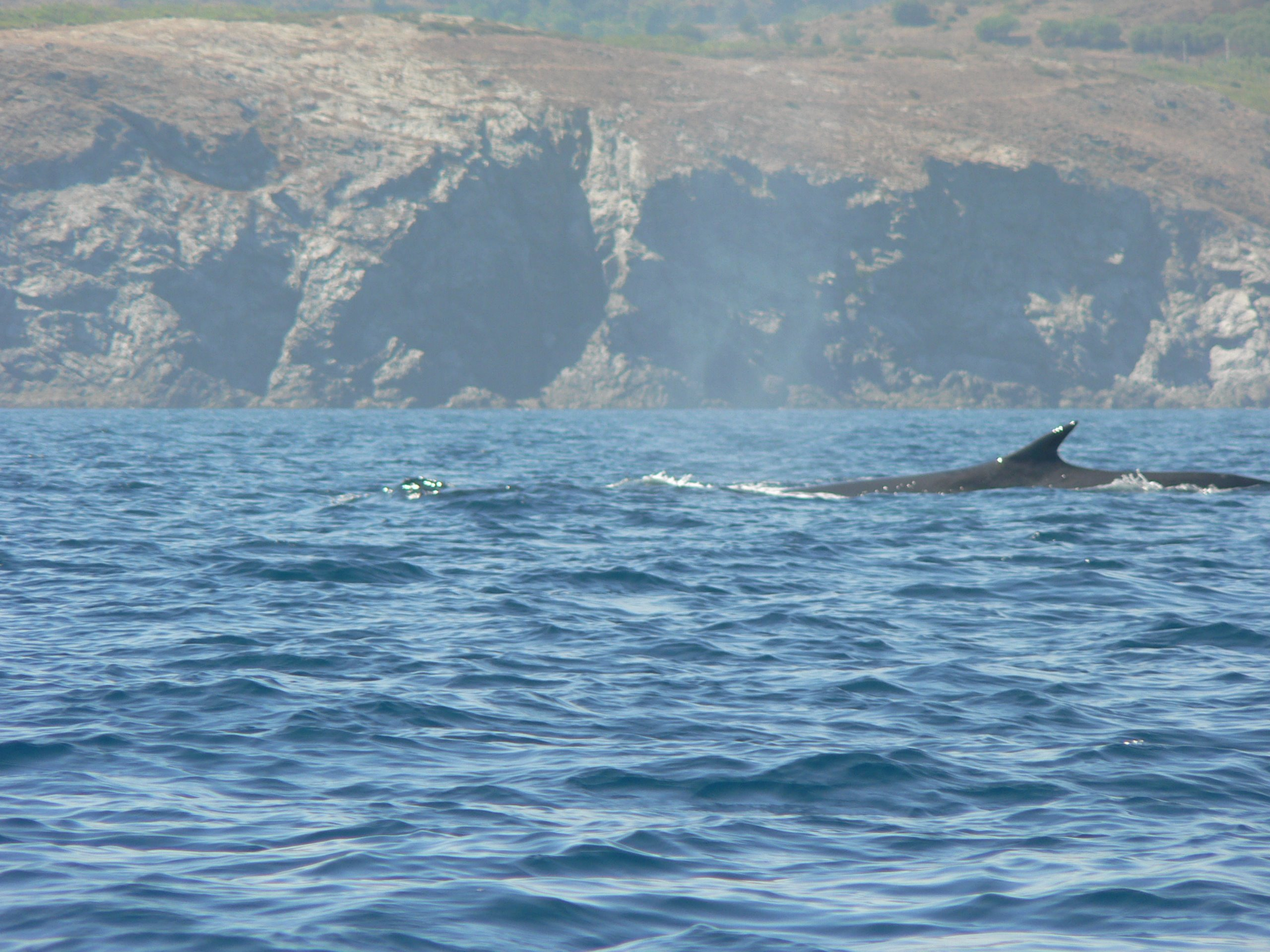
Un rorqual comú prop del Cap de Biarra.

És una torre piramidal de secció quadrada feta de pedra vista amb encadenament d'angle i amb voladís a la part superior.
Als baixos del far es troben els allotjaments dels guardians i els edificis de servei. La decoració interior és acurada: parets d'opalina blava, escala de marbre rosa i rampa de coure.
El far està automatitzat, controlat a distància, i no disposa pas de guàrdia permanent. Està dotat d'una estació de GPS diferencial.
El far, els annexos i el seu entorn ha estat classificat com a Monument històric francès per ordre del 9 d'octubre del 2012 després d'haver estat inscrit el 12 d'octubre del 2011. Actualment és propietat de l'estat.